# هيلين رايموند
هيلين رايموند (بالإنجليزية: Helen Raymond)‏ هي ممثلة أمريكية، ولدت في 3 سبتمبر 1878، وتوفيت في 26 نوفمبر 1965.

## وصلات خارجية
- هيلين رايموند على موقع IMDb (الإنجليزية)
- هيلين رايموند على موقع ميوزك برينز (الإنجليزية)
- هيلين رايموند على موقع قاعدة بيانات برودواي على الإنترنت (الإنجليزية)
- هيلين رايموند على موقع قاعدة بيانات الفيلم (الإنجليزية)